# Маккарти (аэропорт)
Аэропорт Маккарти (англ. McCarthy Airport), (ИАТА: MXY, ИКАО: PAMX, FAA LID: 15Z) — государственный гражданский аэропорт, расположенный в двух километрах к северо-востоку от района Маккарти (Аляска), США.

## Авиакомпании и пункты назначения
Деятельность аэропорта субсидируется за счёт средств Федеральной программы США Essential Air Service (EAS) по обеспечению воздушного сообщения между небольшими населёнными пунктами страны.